# Elysius ochrota
Elysius ochrota là một loài bướm đêm thuộc phân họ Arctiinae, họ Erebidae.